# Thayore
Thayore är ett australiskt språk som talades av 150 personer år 1991. Thayore talas i Queensland i Australien. Thayore tillhör de pama-nyunganska språken.